# 구각별

구각별(九角星) 또는 에니어그램(enneagram, 🟙 U+1F7D9)은 기하학에서 다각성의 일종으로 9개의 선분이 교차하는 도형이다. 노나그램, 노앵글, 에네에곤이라고도 한다.
영단어 '에니어그램'이라는 단어는 숫자 접두사 ennea-와 그리스어 접미사 -gram을 결합한 것이다. 그램 접미사는 선을 의미하는 γραμμῆ(grammē)에서 파생된다.